# Nakhon Nayok
Cette page contient des caractères thaïs. En cas de problème, consultez Aide:Unicode ou testez votre navigateur.
Pour la province de Thaïlande, voir Province de Nakhon Nayok.
Nakon Nayok (thaï นครนายก) est la capitale de la Province de Nakhon Nayok en Thaïlande. Elle est située entre Saraburi et Nakhon Ratchasima au Nord, Prachinburi à l'Est, Chachoengsao au Sud et Pathum Thani à l'Ouest.
Nakhon Nayok est une destination souvent considérée comme secondaire par beaucoup de touristes. Le fait qu'elle n’est située qu’à 105 kilomètres de Bangkok et que ses attractions peuvent être visitées en une journée en fait juste un point d'escale pour les voyageurs. Mais ce pourrait ne pas être le cas, car la région est célèbre pour sa beauté naturelle régénératrice comprenant des chutes d'eau et des parcs, des sites historiques renommés, des activités d'aventure, et la dégustation d’une grande diversité de fruits.

## Géographie
La Nakhon Nayok, rivière principale de la province, traverse Nakhon Nayok et rejoint la Prachin Buri à Paknam Yothaka à la ville de Ban Sang, dans la Province de Prachinburi, où leur confluence forme la Bang Pakong.

## Histoire
Nakhon Nayok a peut-être été fondée au XIe siècle, durant la période de Dvaravati comme semblent l'indiquer quelques traces trouvées à Dong Lakhon, un village au sud de la ville. Pendant la période d'Ayutthaya, sous le règne du roi U-Thong, la ville servait de garnison protégeant la frontière orientale, dans une plaine couverte de forêts, et elle était appelée « Ban Na » (village des rizières). Les fièvres, la pauvreté de l'agriculture s'opposaient à son expansion. Elle ne devint une ville qu'après l'exemption des taxes sur les rizières accordée par le roi : les gens commencèrent alors à s’y installer. Cette ville fut alors appelée « Mueang Nayok », ce qui signifie littéralement « la ville dont l'impôt de rizière a été levé ». En 1894, sous la commande royale du Roi Rama V, Nakhon Nayok est mentionnée en tant qu'une partie de la province de Prachin Buri. Elle devint plus tard une province à part entière.

## Sites intéressants
Tombeau de Pilier de la Cité
Le Tombeau le plus honoré de la ville, le San Lak Mueang, fut reconstruit et rénové plusieurs fois. Situé près de la vieille ville, c'était autrefois un vieux Tombeau abritant une colonne d’un mètre en bois avec un découpage d'un lotus au-dessus. En 1910, le pilier de la cité fut enchâssé au bâtiment rouge de l'école Sri Nakhon Nayok, aujourd’hui devenue Nakhon Nayok Witthayakhom, où un nouveau pavillon de quatre coins situé le long de la rivière Nakhon Nayok fut établi pour loger le pilier. À l'intérieur du Tombeau, les visiteurs verront un coin consacré à Naraï, un Dieu hindou, et un autre coin à une image bouddhique de la période d'Ayutthaya.
Académie Militaire Royale de Chulachomklao
L'académie militaire royal de Chulachomklao, un centre de formation pour les cadets militaires thaïs, se situe au pied de Khao Changok, à peu près à 14 kilomètres à l'Ouest de la ville. Outre ses services éducatifs, le centre abrite également des attractions et des activités ouvertes au public : un musée, un cours de golf, et un stand de tir. Récemment, le programme de « Boot Camp » qui permet au public d’explorer et d’éprouver quelques parties des exercices militaires a été lancé.
La meilleure option pour visiter le site de l'Académie, qui couvre un terrain de 3 000 rai, est en voiture. Pourtant, des bicyclettes peuvent être louées au centre de touristes dans le composé de l'Académie.
Les attractions de l'Académie Militaire Royale de Chulachomklao incluent :
- Monument du Roi Rama V

Bâti pour honorer le Roi Chulalongkorn (Rama V), le fondateur de l'Académie, ce monument est situé aux sièges sociaux. Le monument dépeint le Roi Chulalongkorn assis, tenant les insignes royaux du commandant suprême des Forces thaïes.
- Pavillon circulaire

Construit comme une zone de récréation pour les cadets militaires, il a été édifié sous la commande du prince Pitsanulok Prachanat. Il est également un endroit où une sculpture du Roi Rama V est enchâssée.
- Musée de 100 ans de l’Académie Militaire Royale

Un lieu idéal pour se renseigner sur l'histoire des guerres et de leurs conséquences, le musée affiche les biographies des fameux diplômés, l'histoire des guerres, les armes de guerre et les uniformes des soldats des nations voisines, aussi bien que la sculpture en cire du Roi Rama V. Le musée est ouvert quotidiennement à partir de 08h30 jusqu’à 16h30, pour un prix modique.
- Tombeau de Chaopho Khundan

Khundan était le chef administratif suprême de la ville de Nakhon Nayok pendant le règne du Roi Naresuan le Grand du royaume d'Ayutthaya. Lors de la guerre entre le royaume et la Birmanie, les Khmers saisirent l'occasion de s'emparer de Nakhon Nayok. C'était ici que Khundan installa un camp pour mobiliser le peuple et obligea les Khmers à battre en retraite. Il les défit finalement en 1587. Son Tombeau est l'un le plus respectés par les riverains.
- Phra Bouddha Chai

À l'origine, cette peinture, comportant plusieurs motifs de Bouddha dans des postures différentes, se trouvait sur une falaise en face d'une petite colline près de Khao Changok, à un endroit officiellement appelé Wat Khao Changok (thaï : วัดเขาชะโงก ; Wat Khao Cha Ngok). Le département de la cartographie de l'armée thaïe a décidé en 1942 de construire une carrière de marbre au pied de la colline et a commencé à reconstituer les peintures.
- Chute Phra Chai

Cette petite chute d'eau d’une hauteur d’environ 30 mètres tombe d'une falaise dans un bassin et est situé derrière Wat Khao Changok.
- Activités dans l'Académie

Diverses activités sportives sont disponibles pour le public : le tir (à une portée de tir standard), le canoeing, se débarrasser sur un traîneau de délivrance (dans le réservoir de l'Académie), et un parcours de golf de 18 trous. Les activités en groupe disponibles sont le trekking, le camping, et l’escalade. La réservation en avance, au moins 7 jours, est recommandée. Des logements et des restaurants sont aussi disponibles. Pour avoir plus d'information, contactez le centre d'information de touristes, situé au bâtiment d'association des femmes au foyer militaires, de 08h00 à 16h00 ou téléphonez 0 3739 3010-5. Aller à l'Académie de Bangkok est facile. Elle est située dans la commune de Brahmani, seulement 75 kilomètres de Bangkok par la route Bangkok – Ongkharak – Nakhon Nayok.

## Accès
Les autobus quittent chaque jour le terminus nord de Bangkok (Terminus de Mochit) sur la route de Kamphaengphet 2 toutes les 30 minutes à partir de 05h30 jusqu’à 17h30. Les autobus climatisés coûtent de 75 à 90 bahts pour un aller simple.
Il y a deux autres itinéraires opérés par d’autres compagnies : Bangkok - Hin Kong - Nakhon Nayok et Bangkok - Ongkharak - Nakhon Nayok. En outre, il y a aussi des autobus climatisés de deuxième classe fonctionnant de Bangkok - Ongkharak - Académie Militaire Royale de Chulachomklao (évitant la ville de Nakhon Nayok).